# Comercial Futebol Clube (Ribeirão Preto)
Comercial Futebol Clube é um clube brasileiro de futebol da cidade de Ribeirão Preto, interior do estado de São Paulo, fundado em 10 de outubro de 1911 e suas cores são preto e branco.
É conhecido como Leão do Norte por causa de uma famosa excursão ao norte e nordeste brasileiro, em maio e junho de 1920, onde permaneceu invicto. Tem como maior rival o Botafogo-SP, também da cidade de Ribeirão Preto, com o qual disputa o clássico Come-Fogo, um dos mais tradicionais do interior do estado. Centenário e tradicional no futebol paulista, já conquistou importantes feitos, como a quarta colocação no Campeonato Paulista de 1966, rendendo-lhe o título do interior na época, além de participações na elite nacional. É conhecido também por grandes vitórias contra os grandes da capital, como um 5–4 contra o São Paulo no Estádio do Morumbi, em 1986, sendo o único clube na história a marcar cinco gols no São Paulo em seu estádio, além de um 4–0 contra o Corinthians, em 1986, no Estádio Palma Travassos.
Manda seus jogos no Estádio Doutor Francisco de Palma Travassos, que tem capacidade para quase 20 mil pessoas, tendo enfrentado o Santos de Pelé na inauguração, pelo Campeonato Paulista de 1964. O primeiro gol da chamada Joia de Cimento foi marcado pelo atacante comercialino Paulo Bin; já o segundo gol foi marcado pelo maior jogador da história: Pelé, sendo que a partida terminou 3–2 para o time santista. Outro fato marcante relacionado ao estádio do Bafo é que outro lendário jogador, Garrincha (que naquele momento estava jogando pelo Olaria), marcou seu último gol na carreira no estádio comercialino, no empate do Olaria em 2–2 com o Comercial em 23 de março de 1972. Aquele gol foi, inclusive, o único gol de Mané pelo clube.

## História

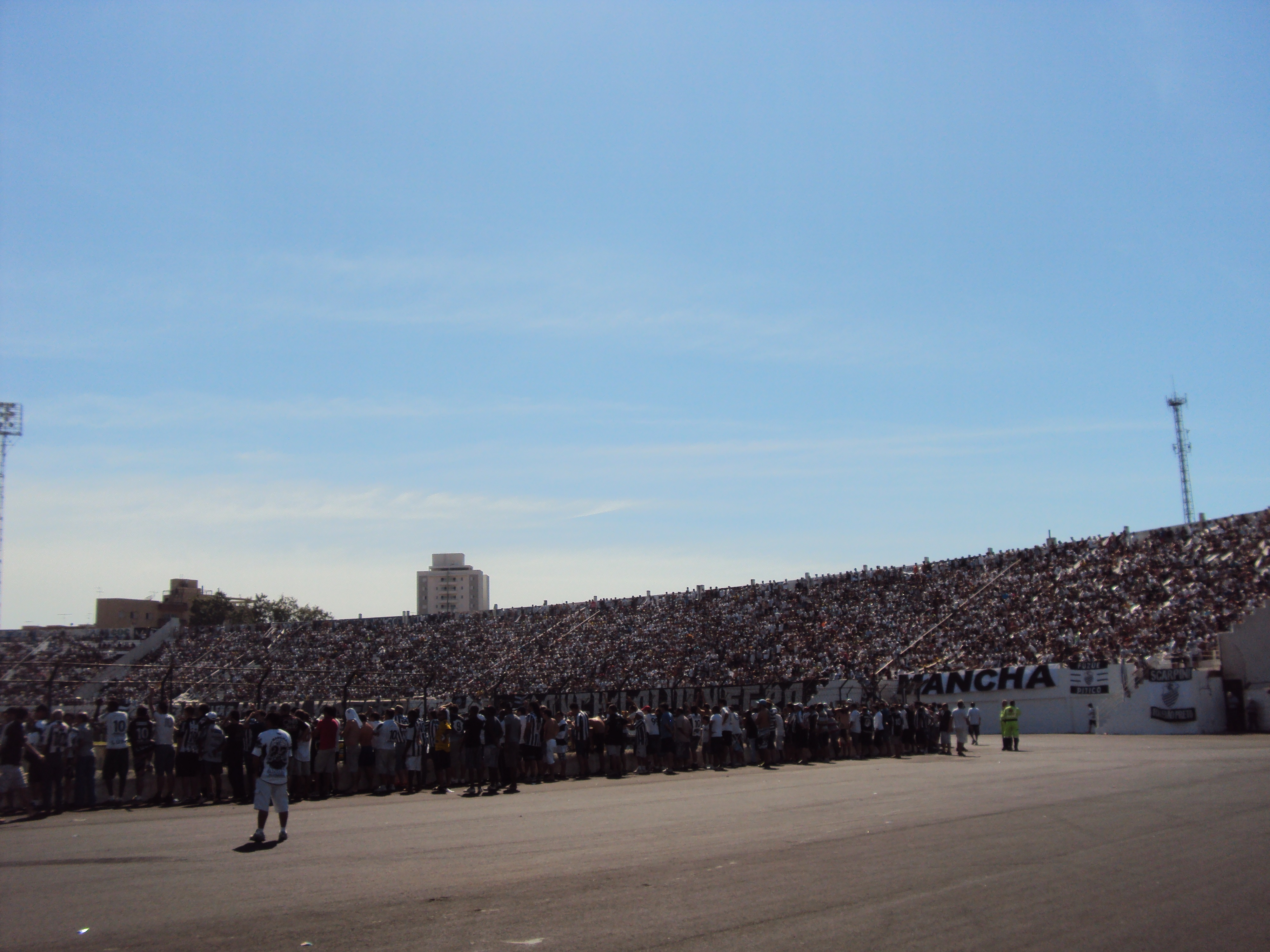
A massa alvinegra em grande número na Joia de Cimento, no jogo do
acesso em 2013 contra o Capivariano

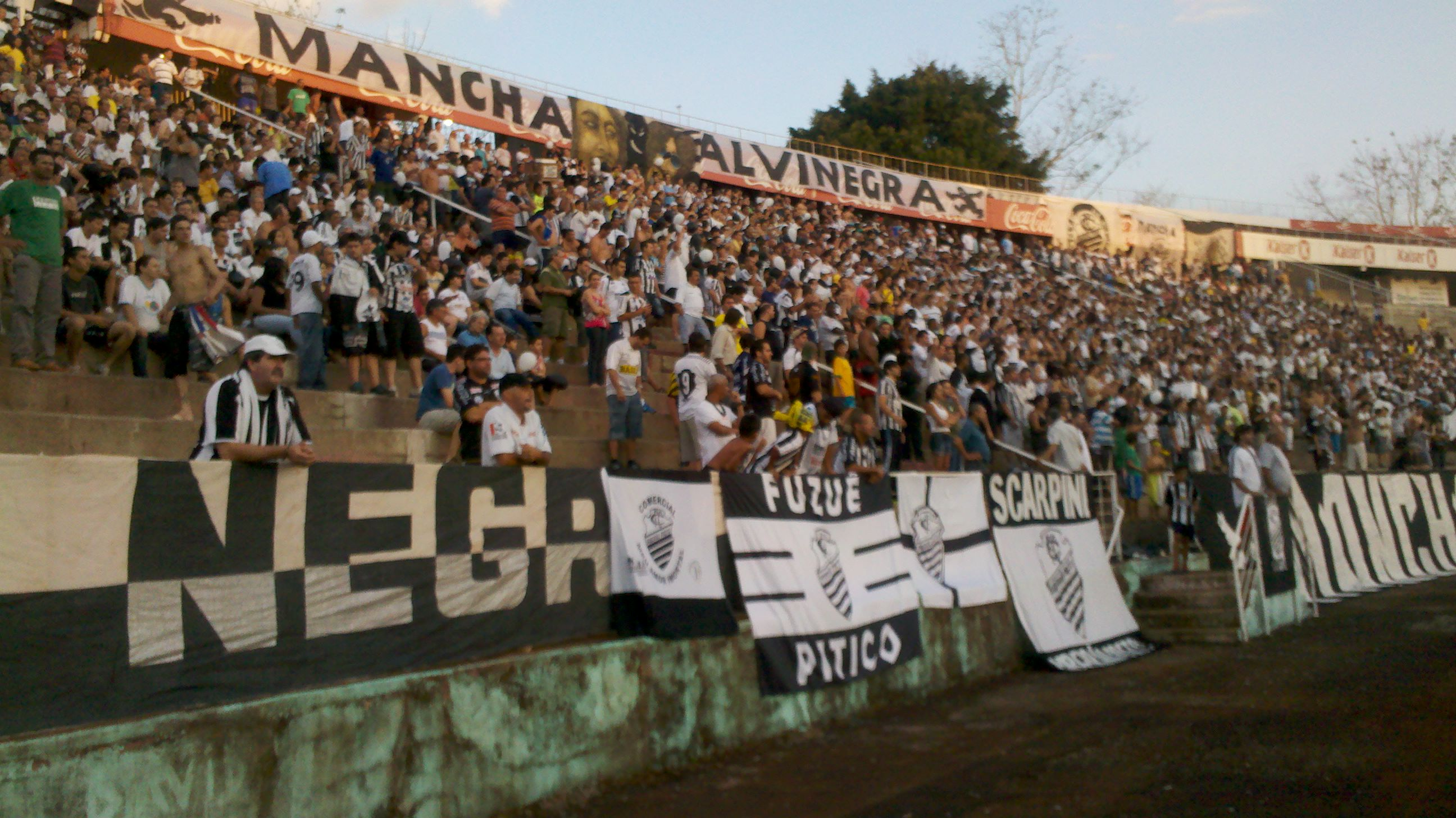
A massa alvinegra no Estádio Santa Cruz - Final da Copa Paulista 2011

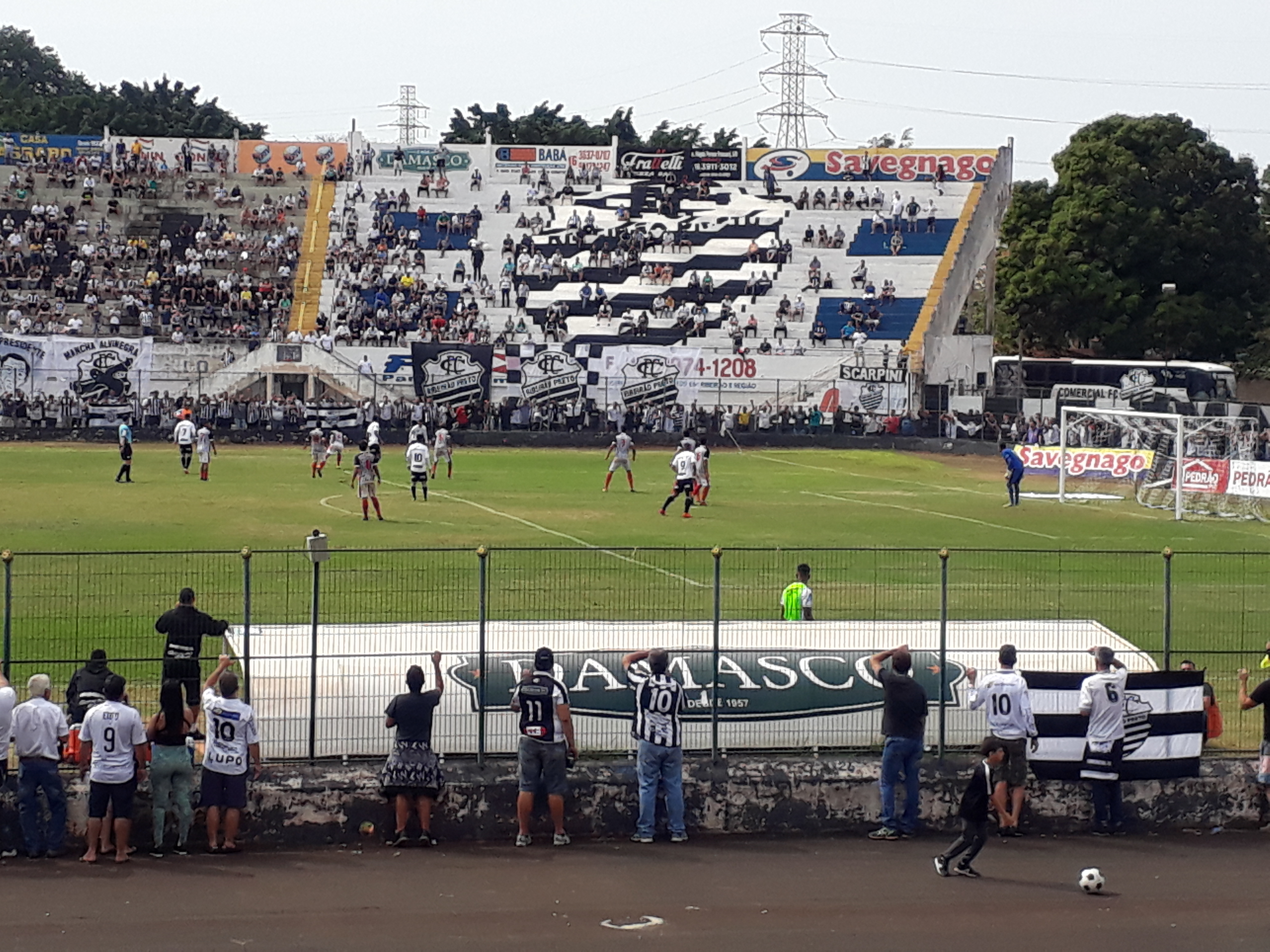
Tradição em acompanhar os jogos no alambrado

O Comercial é o clube mais antigo em atividade na cidade de Ribeirão Preto. Foi fundado em 10 de outubro de 1911, por comerciantes da cidade, sob o nome de Commercial Football Club.
Entre 1911 e 1936 se tornou um dos principais clubes do interior do Brasil. Em 1920, ganhou o apelido de Leão do Norte graças a uma excursão bem sucedida ao nordeste brasileiro - na época, as regiões Norte e Nordeste eram chamadas apenas de "Norte".
Em seu campo, na época, o Estádio da Rua Tibiriçá - o primeiro do interior a ter grama natural - enfrentou e empatou com a seleção argentina em 1922, quando está veio ao Brasil participar do Campeonato Sul-Americano (atual Copa América), e passou por Ribeirão para se preparar. Ainda fez jogos memoráveis contra grandes times do país, além de ceder o estádio para outros jogos importantes.
O, até então, Commercial, ganhou diversos títulos, foi vice-campeão Paulista do Interior e chegou a contratar jogadores uruguaios para o elenco. Mas foi pego pela Grande Depressão, e em 1936, suspendeu suas atividades, unindo-se a Sociedade Recreativa de Esportes de Ribeirão Preto.
No início da década de 1950, um grupo de torcedores e apaixonados pelo Leão, decidiram reorganizar o clube. Em 3 de abril de 1953, começou oficialmente a mobilização pelo retorno do Commercial, quando anúncios públicos convocavam os torcedores para causa. Após várias reuniões, em 8 de abril de 1954 foram eleitos a nova diretoria do Commercial, que mobilizaria o retorno do clube, que era presidida por Oscar de Moura Lacerda. O nome do clube foi atualizado, passando de Commercial Football Club para a denominação atual: COMERCIAL FUTEBOL CLUBE. Houve ainda, a fusão com o Paineiras Futebol Clube, para que o Comercial garantisse sua vaga e inscrição na Federação Paulista de Futebol (que ainda não existia quando o Comercial foi paralisado).
De lá para cá o Comercial se afirmou cada vez mais como um dos maiores clubes do interior paulista. Ainda em 1954, ano de sua reestreia, foi vice-campeão da segunda divisão paulista e por pouco não chegou a elite estadual. Após alguns anos de luta, finalmente chegou a elite paulista em 1959, após ser Campeão Paulista da 2ª Divisão em 1958.
Na década de 1960, montou uma das maiores e mais temidas equipes do futebol estadual, chegando ao vice-campeonato da Taça São Paulo em 1962 e ao título de campeão Paulista do Interior em 1966. Também, passou do pequeno Estádio Antônio da Costa Coelho, que usava desde sua reestreia, para o imponente Palma Travassos.
Na década de 1970 participou de dois Brasileirões na elite nacional, em 1978 e 1979. Mas não conseguiu repetir os feitos da década de 1960. Na década de 1980 e 1990 o clube enfrentou suas maiores crises. Chegou a conquistar o acesso à elite paulista em 1993, mas perdeu a vaga com a mudança de regulamento do Paulistão em 1994.
Nas décadas de 2000 e 2010 passou por inúmeros acessos e rebaixamentos, sem perder, porém, a paixão, apoio e amor do torcedor comercialino. Em 2025, após uma sequência terrível de rebaixamentos no Paulistão, o Comercial estuda proposta de SAF com investimento de R$ 98 milhões em 10 anos e foco em elite de SP.

## Futebol de Base
O Comercial sempre manteve escolas de futebol e equipes de base em Ribeirão Preto. O futebol de base do Leão alcançou o ápice em 2006, quando chegou a final da Copa São Paulo de Futebol Júnior, o maior torneio de categorias de base do país. Na época, o Comercial fez uma campanha memorável: se classificou em 2º lugar no grupo B e eliminou o Botafogo-RJ na segunda fase com uma goleada de 6 a 2. A partir das oitavas-de-finais, só avançou ganhando nos pênaltis: nas oitavas eliminou o Paysandu (1 a 1 no tempo normal, 3 a 2 nos pênaltis); nas quartas despachou o Coritiba (3 a 3 no tempo normal, 6 a 5 nos penais); e na semifinal, após um empate em 1 a 1 com o Juventus, venceu nos pênaltis por 7 a 6. No dia 25 de janeiro de 2006, entrou no Pacaembu para disputar o título contra o América de Rio Preto. Por ironia do destino, após empatar em 0 a 0 no tempo normal, perdeu a decisão nos pênaltis por 1 a 3. Curiosamente, dez anos depois daquela final, o goleiro do América, André Zuba, que defendeu duas cobranças comercialinas naquela tarde, vestiu a camisa do Leão.
As equipes de base do Comercial também já representaram a cidade de Ribeirão Preto nos Jogos Regionais, um dos maiores campeonatos do estado de São Paulo.
Em 2 de setembro de 2019, o Comercial anunciou oficialmente uma parceria de cinco anos com a empresa I9, para que essa administre suas equipes de base. Junto da parceria,o Leão Norte ainda passaram a usar toda estrutura do CT Comercial FC- Santa Iria para o futebol profissional,alem de toda categoria de base,estrutura que possui 144 apartamentos com banheiros individuais e ar condicionado, 7 gramados,sendo 3 sinteticos e 4 grama natural tipo bermudas,centro de fisiologia,moderna academia, piscinas,amplo estacionamento,e mini estadio con capacidade para 5 mil pessoas,podendo ser usado para jogos do sub 11 ao sub 20.

## Comercial Futsal Ribeirão
Desde 2018, o Comercial tem uma equipe de Futsal, em parceria com o Futsal Ribeirão e a Secretaria Municipal de Esportes de Ribeirão Preto. Os diretores da equipe são Borelli Júnior e Marcelo Borelli.
Em 2019, seu segundo ano de existência, o Comercial Futsal/SME Ribeirão Preto deu um passo maior em relação à temporada de estreia. O time se filiou à FPFS (Federação Paulista de Futsal) para disputar a Liga Paulista B, competição que dá acesso à Copa Paulista, tradicional torneio da modalidade. O time também fez sua estreia na Taça EPTV de Futsal, o maior torneio da região de Ribeirão Preto. Além de tudo isso, a temporada 2019 foi coroada com títulos. Primeiro, o clube conquistou o bicampeonato da Copa Ribeirão de Futsal, depois, no final do ano, vieram duas conquistas histórias: o primeiro título da Liga SBT de Futsal 1ª Divisão; e o título inédito da Copa Paulista do Interior - o primeiro título estadual da equipe -, quando o Comercial venceu nos pênaltis por 3 a 2 a equipe do Real Madruga de Araçatuba, em final disputada na Cava do Bosque, em Ribeirão Preto.
No dia 3 de novembro de 2019, o Comercial Futsal realizou seu primeiro jogo internacional em sua história goleando a Seleção de Cuba pelo placar de 6-1. O amistoso foi realizado no ginásio do Colégio Marista em Ribeirão Preto.
No dia 5 de janeiro de 2020, através de um comunicado em suas redes sociais oficiais (Facebook e Instagram), a equipe do Futsal Ribeirão anunciou que o contrato de parceria firmado entre o time e o Comercial em 2019, e que era de apenas um ano, havia se encerrado sem renovação ou previsão de renovação. No comunicado, a equipe Futsal Ribeirão agradeceu a parceria e trabalho feitos com o Leão do Norte, que rendeu três títulos a equipe e o acesso a elite do futsal paulista, mas lembrou que, agora, era preciso focar nos novos desafios que aguardavam o time. O Futsal Ribeirão, inclusive, também anunciou que voltou a usar seu antigo escudo e suas cores iniciais, azul e branco. Com isso, o Comercial deixa de ter seu time de futsal.

### Futsal Down
A partir de 2019, o Comercial passa a ter uma equipe de futsal específica para pessoas com Síndrome de Down. A equipe Comercial Futsal Down, montada através da parceria entre Comercial e Associação Sem Fronteiras, visa elevar o esporte.

## Comercial Basketball
Entre 2015 e 2017 o Comercial manteve um time de basquete, como forma de impulsionar a sua marca. A equipe chegou a disputar campeonatos municipais e regionais.

### Basquete adaptado
Em 2018, o Comercial, em parceria com a Associação de Amigos Deficientes (ADAD), lançou um time de basquete adaptado. A equipe disputou o campeonato paulista daquele ano.

## Rivalidade com o Botafogo

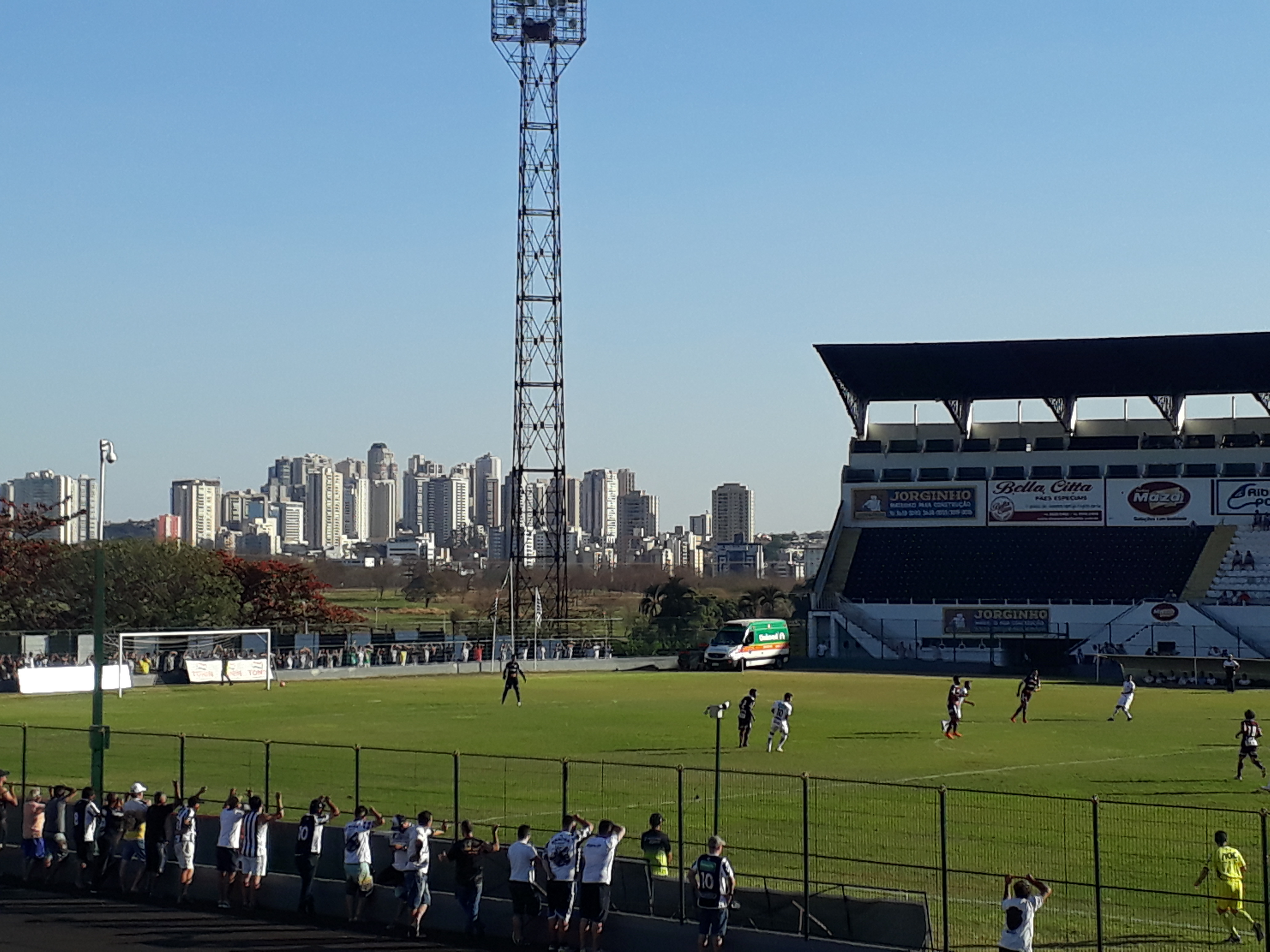
Clássico Come-Ferro de número 119 na Joia de Cimento

O Comercial tem uma rivalidade histórica com o outro time de Ribeirão Preto, o Botafogo-SP, com quem faz o clássico Come-Fogo, um dos mais-famosos do Brasil.

### Outras rivalidades
Atualizado em 16 de agosto de 2025.
Além do Botafogo, o Bafo tem rivalidade com outros times do interior do Estado, como a Ferroviária de Araraquara, a Francana de Franca, o XV de Piracicaba, e o Guarani e a Ponte Preta, ambos de Campinas. Mas, não é só com times do interior que o Leão do Norte rivaliza. Nos tempos áureos do clube, o Comercial proporcionou rivalidade com os grandes do Estado: Corinthians, Palmeiras, São Paulo e Santos.
| Histórico de jogos |       |          |         |          |          |             |               |                  |
| Adversário         | Jogos | Vitórias | Empates | Derrotas | Gols pró | Gols contra | Saldo de gols | Último resultado |
| Botafogo-SP        | 175   | 51       | 60      | 64       | 215      | 224         | -09           | CFC 2–0 BFC (F)  |
| Ferroviária        | 122   | 42       | 37      | 43       | 78       | 82          | -04           | CFC 1–1 AFE (C)  |
| Guarani            | 83    | 24       | 23      | 36       | 101      | 137         | -36           | CFC 1–0 GFC (C)  |
| Francana           | 65    | 28       | 18      | 19       | 68       | 57          | 11            | CFC 0–1 AAF (F)  |
| Palmeiras          | 62    | 12       | 16      | 34       | 64       | 126         | -62           | CFC 0–2 SEP (C)  |
| Paulista           | 60    | 19       | 15      | 26       | 61       | 86          | -25           | CFC 2–1 PFC (C)  |
| Santos             | 58    | 9        | 8       | 41       | 58       | 141         | -83           | CFC 0–2 SFC (F)  |
| Corinthians        | 56    | 18       | 10      | 28       | 53       | 87          | -34           | CFC 0–3 COR (F)  |
| Portuguesa         | 52    | 09       | 15      | 28       | 54       | 78          | -24           | CFC 1–2 POR (F)  |
| Noroeste           | 52    | 16       | 16      | 20       | 66       | 68          | -02           | CFC 1–1 NOR (F)  |
| XV de Piracicaba   | 51    | 11       | 22      | 18       | 45       | 56          | -11           | CFC 1–4 XVP (C)  |
| América-SP         | 47    | 12       | 16      | 19       | 49       | 61          | -12           | CFC 1–1 ARP (F)  |
| São Bento          | 48    | 18       | 12      | 18       | 57       | 59          | -02           | CFC 0–3 SBS (F)  |
| São José-SP        | 40    | 12       | 17      | 11       | 35       | 40          | -05           | CFC 0–4 SJC (F)  |
| Ponte Preta        | 39    | 10       | 12      | 17       | 37       | 53          | -16           | CFC 0–3 PON (F)  |
| São Paulo          | 37    | 3        | 5       | 29       | 36       | 123         | -87           | CFC 0–1 SAO (F)  |
| Marília            | 35    | 13       | 14      | 8        | 35       | 30          | 05            | CFC 0–2 MAR (F)  |
| Inter de Limeira   | 35    | 11       | 10      | 14       | 44       | 56          | -12           | CFC 2–2 INT (C)  |
| XV de Jaú          | 29    | 8        | 14      | 7        | 35       | 29          | 06            | CFC 0–0 XVJ (C)  |
| Taubaté            | 21    | 8        | 6       | 7        | 31       | 31          | 00            | CFC 0–1 TAU (C)  |

### Rivalidades recentes
Nos últimos anos, após os descensos do Leão para as últimas séries do futebol paulista (A3 e Segunda Divisão), o time começou a enfrentar novos adversários, e criou algumas rivalidades com times que nunca tinha enfrentado anteriormente. O maior exemplo dessas novas rivalidades, nasceu dos duelos contra o Primavera de Indaiatuba.
Comercial e Primavera se enfrentaram pela primeira vez em 2016, quando o Comercial venceu o jogo por 2 a 1, em Indaiatuba. Contudo, as equipes chegaram ao ápice do duelo em 2018, quando disputaram a final do Campeonato Paulista da Segunda Divisão, onde o Comercial tinha a vantagem do empate pela melhor campanha na competição, mas, acabou perdendo o título em casa, de virada, em um jogo que estava ganhando, com os dois gols do Primavera saindo nos acréscimos do segundo tempo (a partida terminou 2 a 1). Depois disso, os clubes disputaram uma vaga nas semifinais da série A3, em 2020, onde o Comercial acabou eliminando o Primavera, e tirando as chances do time de Indaiatuba de subir.

## Torcedores e torcidas organizadas

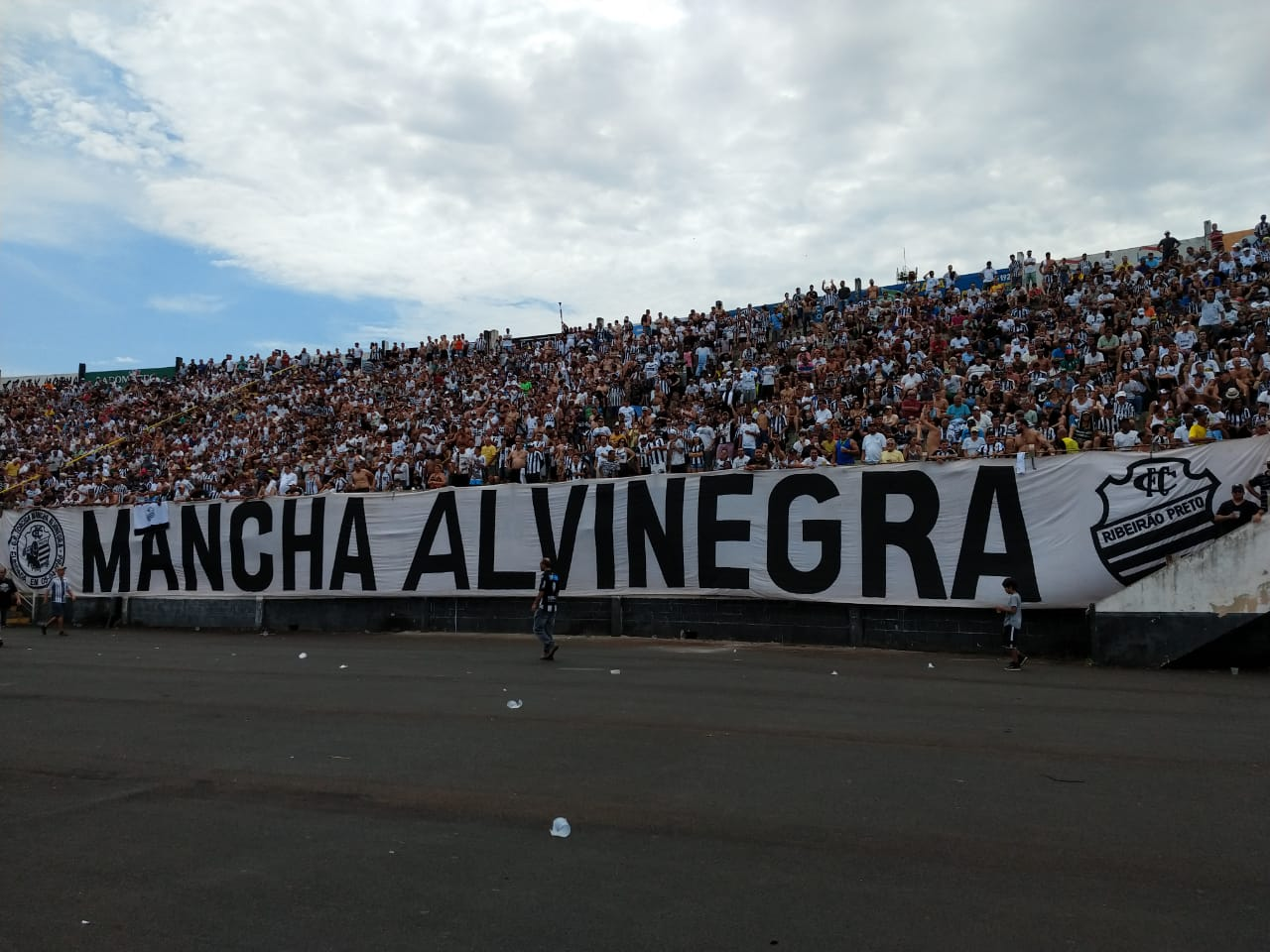
GRTO Mancha Alvinegra

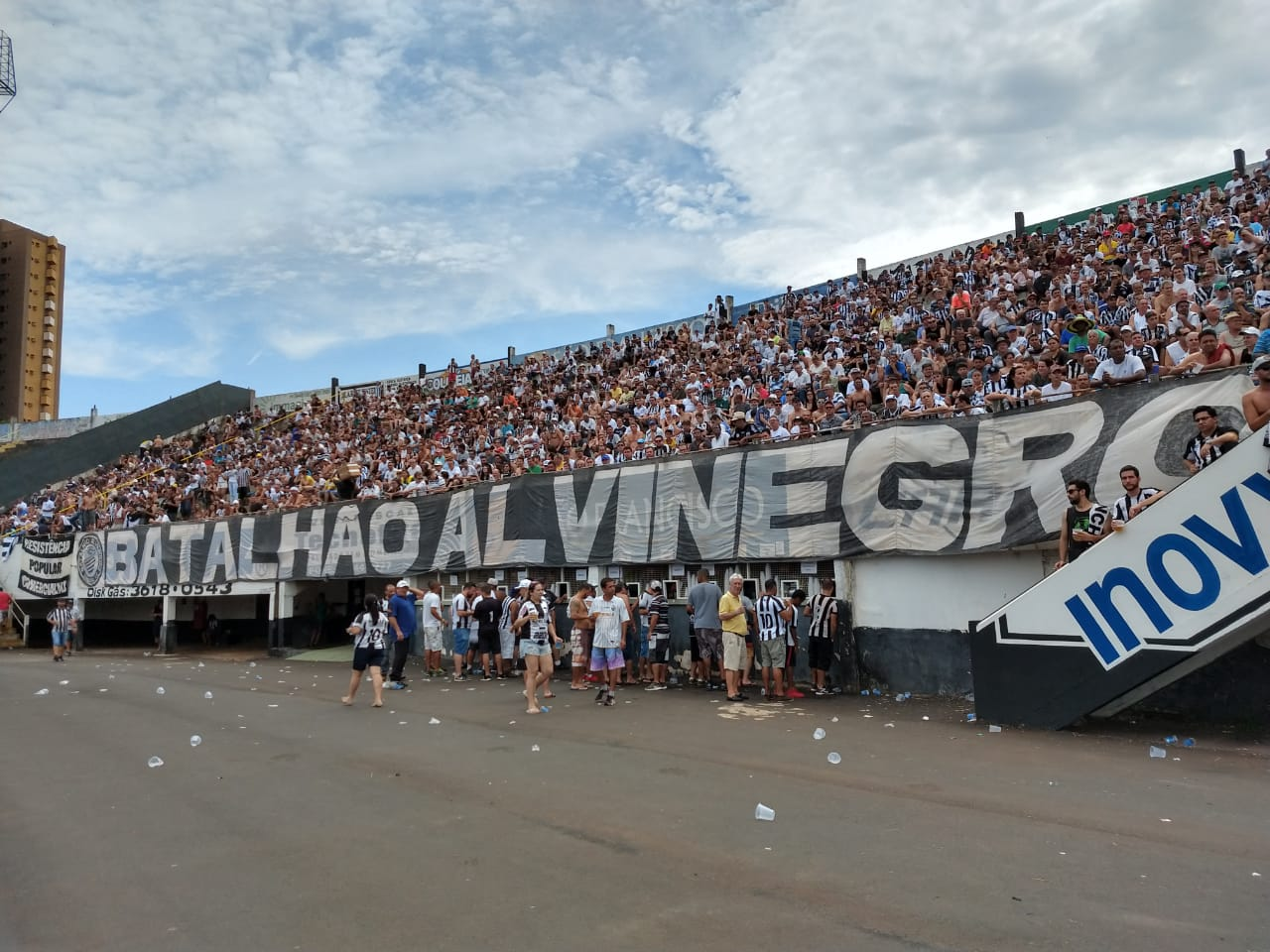
Batalhão Alvinegro & Zona Leste

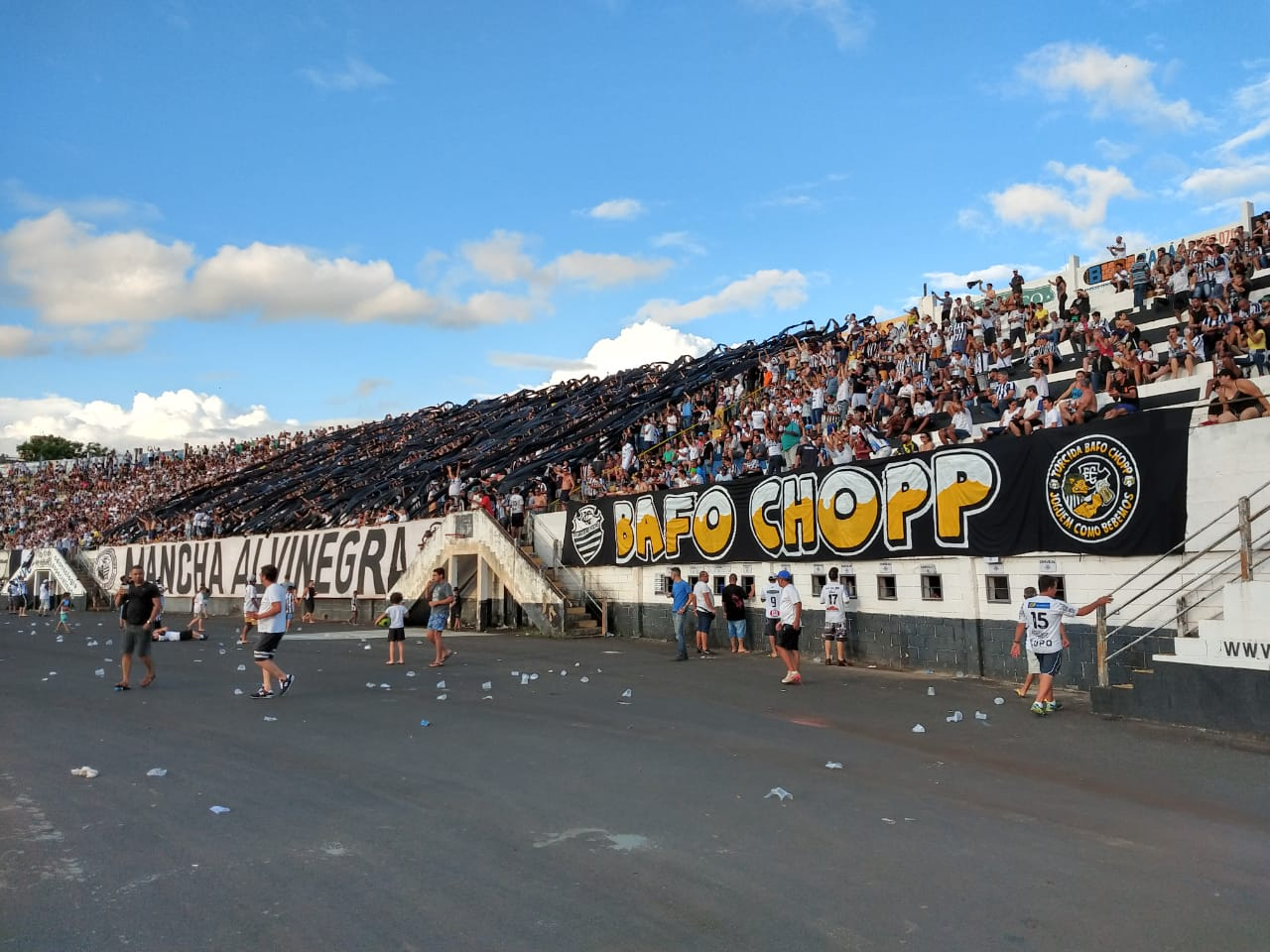
Bafo Chopp

O Comercial foi pioneiro em torcidas organizadas no interior de São Paulo. Salim Nassif foi, por muitos anos, o torcedor símbolo do Comercial. Ele entrava no gramado sagrado do Palma Travassos sempre junto com o time e oficializou a formação da TUC - Torcida Uniformizada do Comercial, que existiu até o final dos anos 80.
Em 2020, durante a paralisação dos jogos por causa da pandemia da COVID-19, o Comercial recebeu grande apoio de seu torcedor, que aderiu em massa aos eventos que o clube fez para arrecadação de dinheiro e manutenção do elenco. Além da venda de variados tipos de comidas, aos domingos, pelo sistema drive thru - onde o torcedor entrava com o carro no Estádio Palma Travassos para retirar o seu kit -, um modelo de camisa retrô também foi vendido pelo clube, além de outros itens. A adesão do imortal torcedor comercialino garantiu números expressivos de vendas, e ajudou o Leão na difícil fase da Pandemia.
Mancha Alvinegra
O Grêmio Recreativo Torcida Organizada Mancha Alvinegra, também chamada de Maior de Ribeirão, foi fundada em 5 de abril de 1986, e é a maior torcida organizada do Comercial.
Tendo como chefe, Adélio Gomes, conhecido popularmente como Paraná. Paraná teve o estimulo de fundar o Gremio Recreativo Mancha Alvinegra em função da homenagem a Salim Nassif, um comercialino nato que era chefe de umas das maiores e melhores torcidas do Brasil. Trata-se da T.U.C., a Torcida Uniformizada do Comercial.
O embalo da torcida comercialina é visível nos últimos anos, pela tentativa de "dar a volta por cima", e o êxito é a palavra certa para entendermos essa excelente fase da Torcida Mancha Alvinegra e excepcionalmente tratando-se de Comercial.
B.A.F.O. - Batalhão Alvinegro Força Organizada
O Batalhão Alvinegro', também conhecida como Resistência Popular Comercialina, é a segunda maior torcida organizada do Comercial, e foi fundada em 23 de abril de 2002.
Bafo Chopp
O Grêmio Recreativo Cultural Social e Esportivo Torcida Bafo Chopp popularmente conhecida como BAFO CHOPP foi fundada em 07 de setembro de 2018 pelos ex-integrantes da Torcida Mancha Alvinegra: Wendel Cristiano Freitas Moraes, Luiz Gustavo Brito Guerra (Mussarela) e Wellington Henrique Candido e Silva (Tom).

## Títulos
| NACIONAIS  | NACIONAIS                                    | NACIONAIS | NACIONAIS                                        |
|            | Competição                                   |           | Ano                                              |
| ---------- | -------------------------------------------- | --------- | ------------------------------------------------ |
|            | Seletiva da CBD para o Campeonato Brasileiro | 1         | 1977                                             |
| ESTADUAIS  |                                              |           |                                                  |
|            | Competição                                   |           | Temporada                                        |
|            | Campeonato Paulista do Interior              | 1         | 1966                                             |
|            | Campeonato Paulista de Futebol - Série A2    | 1         | 1958                                             |
| MUNICIPAIS |                                              |           |                                                  |
|            | Competição                                   |           | Temporada                                        |
|            | Troféu Marechal Castelo Branco               | 1         | 1970                                             |
|            | Taça Welson Gasparini                        | 1         | 1992                                             |
|            | Taça Prefeitura Municipal de Ribeirão Preto. | 1         | 1918                                             |
| TOTAL      |                                              |           |                                                  |
|            | Competição                                   |           | Temporadas                                       |
|            | Títulos oficiais                             |           | 1 Nacional, 2 Estaduais e 3 Municipais/Regionais |

### ¹Troféu Carlos Joel Nelli - Título dividido com oPeñarol, e descrito no livro Comercial - Uma Paixão Centenária (Igor Ramos)[30]
NOTAS IMPORTANTES:
Seletiva da CBD para o Campeonato Brasileiro - Título descrito no livro Comercial - Uma Paixão Centenária (Igor Ramos)
Copa Ribeirão Preto de 1967 - Título dividido com o Botafogo-SP e Ferroviária de Araraquara                                                                                                             Na Torneio dos Finalistas -  Fase eliminatória, o Comercial foi colocado no "Grupo João Havelange", onde, após 10 jogos, sagrou-se campeão do grupo com 13 pontos, e conquistou o direito de jogar a final da competição contra o EC Corinthians, que havia sido campeão de seu grupo, o "Grupo Paulo Machado de Carvalho", no "Torneio dos Finalistas". Na final o Comercial goleou por 4–0 o EC Corinthians, em jogo realizado no Estádio do Pacaembu. Quadrangular Interestadual do Norte - Em 1976, o Leão venceu o Quadrangular Interestadual do Norte, torneio amistoso realizado no estado do Paraná, que contou com a participação dos clubes: Londrina, Maringá e Atlético Paranaense, além do próprio Comercial.                                                                                                Grupo Vermelho do Campeonato Paulista - Comercial e América foram declarados campeões da fase de classificação, conseguindo vaga na fase final do primeiro turno.

## Vice-campeão
| ESTADUAIS            | ESTADUAIS                                                         | ESTADUAIS | ESTADUAIS   |
|                      | Competição                                                        | Vice      | Ano         |
| -------------------- | ----------------------------------------------------------------- | --------- | ----------- |
|                      | Campeonato Paulista do Interior                                   | 2         | 1918 e 1921 |
|                      | Copa Paulista                                                     | 1         | 2011        |
|                      | Campeonato Paulista de Futebol - Série A2                         | 2         | 1954 e 1993 |
|                      | Campeonato Paulista de Futebol - Série A3                         | 2         | 2022        |
|                      | Campeonato Paulista de Futebol - Segunda Divisão                  | 1         | 2018        |
|                      | Taça São Paulo                                                    | 1         | 1962        |
| REGIONAIS/MUNICIPAIS |                                                                   |           |             |
|                      | Competição                                                        | Vice      | Ano         |
|                      | Taça 24 de Outubro (Torneio Início Regional)                      | 1         | 1931        |
|                      | Taça Café do Estado - Torneio Início da Liga Regional de Football | 1         | 1935        |
|                      | Troféu Jornalista Renê Andrade                                    | 1         | 2014        |
|                      | Troféu Ribanco                                                    | 1         | 1969        |
|                      | Taça Ribeirão Preto                                               | 1         | 1974        |
|                      | Troféu Eduardo José Farah                                         | 1         | 1996        |

## Categoria de base
| ESTADUAIS | ESTADUAIS                               | ESTADUAIS | ESTADUAIS  |
|           | Competição                              | Títulos   | Ano        |
| --------- | --------------------------------------- | --------- | ---------- |
|           | Campeonato Paulista Sub-20 - 2ª Divisão | 1         | 1992       |
|           | Campeonato Paulista Sub-21 - F.P.F.A.   | 1         | 2003       |
|           | Jogos Regionais                         | 2         | 2013, 2019 |

## Vice-campeão
| NACIONAIS | NACIONAIS                        | NACIONAIS | NACIONAIS |
|           | Competição                       | Vice      | Ano       |
| --------- | -------------------------------- | --------- | --------- |
| Brasil    | Copa São Paulo de Futebol Júnior | 1         | 2006      |

| ESTADUAIS | ESTADUAIS       | ESTADUAIS | ESTADUAIS |
|           | Competição      | Vice      | Ano       |
| --------- | --------------- | --------- | --------- |
| São Paulo | Jogos Regionais | 1         | 2015      |

## Outros esportes
| ESTADUAIS            | ESTADUAIS                      | ESTADUAIS | ESTADUAIS   |
|                      | Competição                     | Títulos   | Anos        |
| -------------------- | ------------------------------ | --------- | ----------- |
| São Paulo            | Copa Paulista do Interior¹     | 1         | 2019        |
| MUNICIPAIS/REGIONAIS |                                |           |             |
|                      | Competição                     | Títulos   | Anos        |
|                      | Copa Ribeirão Preto de Futsal¹ | 2         | 2018 e 2019 |
|                      | Liga SBT de Futsal 1ª Divisão¹ | 1         | 2019        |

## Vice-campeão
| ESTADUAIS | ESTADUAIS        | ESTADUAIS | ESTADUAIS |
|           | Competição       | Títulos   | Anos      |
| --------- | ---------------- | --------- | --------- |
| São Paulo | Jogos Regionais¹ | 1         | 2018      |

## Medalha de Bronze
| ESTADUAIS            | ESTADUAIS                  | ESTADUAIS | ESTADUAIS |
|                      | Competição                 | Títulos   | Anos      |
| -------------------- | -------------------------- | --------- | --------- |
| São Paulo            | Jogos Abertos do Interior¹ | 1         | 2019      |
| MUNICIPAIS/REGIONAIS |                            |           |           |
|                      | Competição                 | Títulos   | Anos      |
|                      | Copa Record de Futsal¹     | 1         | 2019      |

¹ Todos essas conquistas aconteceram da parceria do Comercial com o Futsal Ribeirão, que durou de 2018 à 2019.

## Estatísticas

### Participações
|  | Participações em 2025 |

| Competição | Competição            | Temporadas | Melhor campanha     | Estreia | Última | A | R |
| São Paulo  | Campeonato Paulista   | 31         | 4º colocado (1966)  | 1927    | 2014   |   | 4 |
| São Paulo  | Série A2              | 32         | Campeão (1958)      | 1954    | 2024   | 3 | 3 |
| São Paulo  | Série A3              | 8          | Vice-campeão (2022) | 2010    | 2025   | 2 | 2 |
| São Paulo  | Série A4              | 1          | Vice-campeão (2018) | 2018    | 2018   | 1 | – |
| São Paulo  | Copa Paulista         | 20         | Vice-campeão (2011) | 1999    | 2025   |   |   |
| Brasil     | Campeonato Brasileiro | 2          | 14º colocado (1979) | 1978    | 1979   |   | – |
| Brasil     | Série B               | 2          | 6º colocado (1980)  | 1980    | 1981   | – | – |
| Brasil     | Série C               | 4          | 34º colocado (1996) | 1996    | 2003   | – | – |

### Comercial no Brasileirão
Ao todo, o Comercial participou 8 vezes do Campeonato Brasileiro, disputando três das quatro divisões do futebol nacional. Suas participações foram: duas vezes na Série A (1978 e 1979); duas vezes na Série B (1980 e 1981); e quatro vezes na Série C (1996, 2000, 2002 e 2003). O time ainda não disputou apenas a Série D, criada recentemente.
Considerando em negrito as melhores campanhas de cada série; em negrito e itálico a melhor campanha no geral; e apenas em itálico a pior campanha no geral; suas participações em Brasileiros foram:
| Ano  | Série   | Colocação |
| 1978 | Série A | 42º       |
| 1979 | Série A | 14º       |
| 1980 | Série B | 6º        |
| 1981 | Série B | 31º       |
| 1996 | Série C | 34º       |
| 2000 | Série C | 107º      |
| 2002 | Série C | 39º       |
| 2003 | Série C | 84º       |

Série A
Na Série A, a principal divisão do futebol nacional, o Comercial estreou em 1978, após vencer uma Seletiva organizada pela CBD. A vitória na Seletiva de 1977, em cima do seu maior rival, o Botafogo-SP, garantiu o acesso do Leão à elite nacional.
Em 1979, o Comercial repetiu sua participação em Brasileirão da Série A, disputando o torneio que teve, até agora, o maior número de participantes da história, 94 times. Apesar da boa campanha que o Bafo obteve no final, terminando em 14º entre os 94 participantes, o clube enfrentou problemas no decorrer da competição, principalmente com o técnico Daltro Menezes, que acabou demitido, e teve que ver um jogador de linha, Pedro Omar, assumir as funções de jogador e técnico.
Apesar de não ser rebaixado em 1979, o clube acabou indo disputar a Série B em 1980, com a reorganização do futebol nacional. Assim, na Série A, o time teve as seguintes participações:
| Todas as campanhas do Comercial no Brasileiro Série A | Todas as campanhas do Comercial no Brasileiro Série A | Todas as campanhas do Comercial no Brasileiro Série A | Todas as campanhas do Comercial no Brasileiro Série A | Todas as campanhas do Comercial no Brasileiro Série A | Todas as campanhas do Comercial no Brasileiro Série A | Todas as campanhas do Comercial no Brasileiro Série A | Todas as campanhas do Comercial no Brasileiro Série A | Todas as campanhas do Comercial no Brasileiro Série A | Todas as campanhas do Comercial no Brasileiro Série A | Todas as campanhas do Comercial no Brasileiro Série A | Todas as campanhas do Comercial no Brasileiro Série A | Todas as campanhas do Comercial no Brasileiro Série A | Todas as campanhas do Comercial no Brasileiro Série A |
| Edição                                                | Edição                                                | PG                                                    | J                                                     | V                                                     | E                                                     | D                                                     | PE                                                    | GP                                                    | GC                                                    | SG                                                    | Eliminação                                            | Posição/Participantes                                 | Artilheiro do time no campeonato                      |
| ----------------------------------------------------- | ----------------------------------------------------- | ----------------------------------------------------- | ----------------------------------------------------- | ----------------------------------------------------- | ----------------------------------------------------- | ----------------------------------------------------- | ----------------------------------------------------- | ----------------------------------------------------- | ----------------------------------------------------- | ----------------------------------------------------- | ----------------------------------------------------- | ----------------------------------------------------- | ----------------------------------------------------- |
| 42                                                    | Brasileiro 1978                                       | 16                                                    | 19                                                    | 4                                                     | 7                                                     | 8                                                     | 1                                                     | 14                                                    | 19                                                    | -5                                                    | 2ª Fase                                               | 42º/74                                                | Jáder (5 gols)                                        |
| 14                                                    | Brasileiro 1979                                       | 10                                                    | 10                                                    | 4                                                     | 2                                                     | 4                                                     | 11                                                    | 15                                                    | -4                                                    | 10                                                    | 3ª Fase                                               | 14º/94                                                | Anselmo e Luís Alberto (3 gols)                       |

Série B
Vindo da Série A após a reestruturação do futebol nacional, o Leão jogou a Série B em 1980 e 1981. Chegou ao 6º lugar em 1980, mas não conseguiu repetir o feito no ano seguinte. Depois desse torneio, ficaria 15 anos fora do Brasileirão.
Série C
A volta do Comercial a um Brasileirão aconteceu na Série C em 1996, mas o time acabou em 34º lugar. Em 2000, entrou na disputa do Módulo Branco da Copa João Havelange. Acabou ficando em 107º entre os 116 times participantes no geral - a Copa João Havelange considerou todos os times participantes na classificação final, sem distinção de módulos. O Bafo ainda voltou a disputar nacionais da Série C em 2002 e 2003, sem conseguir acessos. Desde então, não participou mais do Brasileirão.

## Presidentes

### Commercial Football Club
| Presidente          | Início | Término |
| Antídio de Almeida  | 1911   | 1911    |
| Carlos Tritsch      | 1911   | 1912    |
| Jefferson Nogueira  | 1913   | 1915    |
| Luís Ferreira Gomes | 1915   | 1919    |
| Antônio Uchoa Filho | 1919   | 1920    |
| Alberto Seixas      | 1920   | 1922    |
| Abílio Sampaio      | 1922   | 1924    |
| Antônio Uchoa Filho | 1924   | 1925    |
| Camilo de Mattos    | 1925   | 1927    |
| Artur Maciel        | 1928   | 1930    |
| Osvaldo Urioste     | 1930   | 1932    |
| Alvino Grota        | 1933   | 1936    |

De 1936 a 1954, o Comercial FC esteve ligado a Recreativa.

### Comercial Futebol Clube
| Presidente                     | Início | Término |
| Oscar de Moura Lacerda         | 1954   | 1955    |
| Belmácio Pousa Godinho         | 1955   | 1955    |
| Júlio Ferreira da Costa        | 1955   | 1955    |
| José Franco do Amaral          | 1955   | 1956    |
| Plínio de Castro Prado         | 1956   | 1957    |
| Belmácio Pousa Godinho         | 1957   | 1958    |
| Jamil Jorge                    | 1958   | 1959    |
| Romero Barbosa                 | 1959   | 1961    |
| Mario Ricci                    | 1961   | 1962    |
| Raimundo Penaforte C. Durão    | 1962   | 1963    |
| Antonio Gouveia Veludo         | 1963   | 1965    |
| Mario Ricci                    | 1965   | 1966    |
| Romero Barbosa                 | 1966   | 1967    |
| Mario Ricci                    | 1967   | 1967    |
| Roberto Luís Nogueira          | 1967   | 1968    |
| José Fernando de Athayde       | 1968   | 1970    |
| Major Armando Emílio Ristow    | 1970   | 1970    |
| Galba Stênio Teixeira          | 1970   | 1970    |
| Major Armando Emílio Ristow    | 1970   | 1972    |
| José Pena Firme da Luz         | 1972   | 1972    |
| Milton de Abreu Machado        | 1972   | 1973    |
| Ítalo Baruffi                  | 1973   | 1974    |
| José Pena Firme da Luz         | 1974   | 1974    |
| Paulo Régines Gomes            | 1974   | 1976    |
| Abib Salim Cury                | 1976   | 1978    |
| Breno Augusto Spinelli Martins | 1978   | 1980    |
| Milton de Abreu Machado        | 1980   | 1981    |
| Mário Baldin                   | 1981   | 1981    |
| José Carlos Mársico            | 1981   | 1981    |
| Abib Salim Cury                | 1981   | 1983    |
| Mario Ricci                    | 1983   | 1983    |
| Oswaldo de Carvalho            | 1983   | 1983    |
| José Fernando de Athayde       | 1983   | 1984    |
| Miguel Cury                    | 1984   | 1985    |
| Coronel Edgard Pereira         | 1985   | 1986    |
| Miguel Said Netto              | 1986   | 1987    |
| José Fernando de Athayde       | 1987   | 1988    |
| Oswaldo de Carvalho            | 1988   | 1991    |
| Miguel Said Netto              | 1991   | 1993    |
| João Batista de Campos         | 1993   | 1996    |
| José César Ricci               | 1997   | 1997    |
| João Batista de Campos         | 1997   | 1998    |
| José César Ricci               | 1998   | 1998    |
| Luiz Joaquim Antunes           | 1998   | 1999    |
| Guilherme Scatena Neto         | 1999   | 2000    |
| Paulo Cristino                 | 2000   | 2000    |
| Antônio Campanelli Fernandes   | 2000   | 2001    |
| João Paulo de César            | 2001   | 2001    |
| Otto Terra                     | 2001   | 2001    |
| Adelino Simões Galla           | 2001   | 2001    |
| Odair Bodini                   | 2001   | 2001    |
| Santino Soares da Silva Júnior | 2001   | 2007    |
| José Fernando de Athayde       | 2007   | 2009    |
| Eduardo Mauro Baptista         | 2009   | 2009    |
| Rangel Antonio Scandiuzi       | 2009   | 2010    |
| Nelson Lacerda da Silva        | 2010   | 2015    |
| David Isaac                    | 2015   | 2015    |
| Breno Augusto Spinelli Martins | 2015   | 2017    |
| Ademir Chiari                  | 2017   | 2023    |
| Fausi Henrique Pintão          | 2023   | 2024    |
| Antônio Campanelli Fernandes   | 2024   | atual   |

## Os grandes ídolos

### Anos 1910, 20 e 30
| Nac.    | Jogador                              | Nac.    | Jogador                               |
| ------- | ------------------------------------ | ------- | ------------------------------------- |
| Brasil  | Alvino Grota                         | Brasil  | Franco Guião                          |
| Brasil  | Quinin (Joaquim Marques de Carvalho) | Brasil  | Geraldo Guião                         |
| Brasil  | Dantas (Antonio Dantas)              | Brasil  | Pequitote                             |
| Brasil  | Timóteo Grota                        | Brasil  | Vespu                                 |
| Brasil  | Belmácio Pousa Godinho               | Brasil  | Chapa                                 |
| Brasil  | João Palma Guião                     | Brasil  | Augusto Achê                          |
| Uruguai | Juan C. Bertone                      | Uruguai | Augusto Bertone                       |
| Brasil  | João Fernandes                       | Brasil  | Zé Macaco (Benedito Rodrigues Santos) |
| Brasil  | Zico (Sebastião Rodrigues Moraes)    | Brasil  | Alberto Lorenzon                      |
| Brasil  | Orestes Moura Pinto                  | Brasil  | José Guimarães                        |
| Brasil  | Lourenço Parera                      | Brasil  | A. Oliveira                           |

### Anos 1950 até o presente
| Nac.   | Jogador         | Nac.   | Jogador                           |
| ------ | --------------- | ------ | --------------------------------- |
| Brasil | Hilson Souza    | Brasil | Carlos Cézar                      |
| Brasil | Rostain         | Brasil | Jáder                             |
| Brasil | Lessi           | Brasil | Almeida                           |
| Brasil | Cassiano        | Brasil | Benê                              |
| Brasil | Ferreira        | Brasil | Marco Antônio                     |
| Brasil | Rosan           | Brasil | Pascoalim                         |
| Brasil | Guina           | Brasil | Pedro Omar                        |
| Brasil | Jair Gonçalves  | Brasil | Didi                              |
| Brasil | Raul Pratalli   | Brasil | Beto Cano                         |
| Brasil | Lúis Alberto    | Brasil | Anselmo                           |
| Brasil | Jair Bala       | Brasil | David Aparecido Avelar dos Santos |
| Brasil | Tadeu Ricci     | Brasil | Piter                             |
| Brasil | Vagner          | Brasil | Paulinho                          |
| Brasil | Paulo Bin       | Brasil | Emerson Leão                      |
| Brasil | Alemão          | Brasil | Ademirzinho                       |
| Brasil | Vital           | Brasil | Tomires                           |
| Brasil | Toninho Moura   | Brasil | Ziquita                           |
| Brasil | Mauricinho      | Brasil | Rômulo                            |
| Brasil | Glauco          | Brasil | Serrano                           |
| Brasil | Alexandre Villa | Brasil | Juliano Koagura                   |
| Brasil | Daniel Chocão   | Brasil | Gleison                           |
| Brasil | Juninho         | Brasil | Diego                             |
| Brasil | Éder Luís       | Brasil | Elionar Bombinha                  |
| Brasil | Marcio Ambrósio | Brasil | Acleison                          |
| Brasil | Macena          | Brasil | Alex Muralha                      |

### Estrangeiros
Os jogadores estrangeiros que passaram pelo Comercial.
| Nacionalidade    | Nome                         | Posição       | Temporada              |
| ---------------- | ---------------------------- | ------------- | ---------------------- |
| Uruguai          | Juan C. Bertone              | desconhecido  | Anos 1920              |
| Uruguai          | Augusto Bertone              | desconhecido  | Anos 1920              |
| Argentina        | Armando Renganeschi          | Zagueiro      | Anos 1956              |
| Argentina        | Miguel Angel Ortiz           | Goleiro       | Anos 1970              |
| Japão            | Yuji Minami                  | Atacante      | 2002–2003              |
| Argentina        | Esteban Giglio               | Volante       | 2011                   |
| Polónia · Brasil | Roger Guerreiro              | Meia          | 2013                   |
| Paraguai         | Pedro Vera                   | Volante       | 2015                   |
| Camarões         | Samuel Eto'o                 | Atacante      | 2015 (1 jogo amistoso) |
| Paraguai         | Herrera                      | Atacante      | 2024                   |
| Haiti            | Garrinsha[carece de fontes?] | Meia-Atacante | 2025                   |

Os irmãos Augusto e Juan Bertone, ambos uruguaios, foram os primeiros estrangeiros a defender o Leão do Norte, quando o time ainda era amador. Já o argentino Armando Renganeschi, foi o primeiro estrangeiro a vestir a camisa do Comercial na era profissional do futebol. Ele estreou no Bafo, 36 anos depois da passagem dos irmãos uruguaios pelo, na época, Commercial.
Miguel Ortiz foi o único estrangeiro a defender o gol comercialino, até o momento. Ele também foi o goleiro titular do Comercial, nas duas vezes em que o clube disputou a primeira divisão do Brasileiro, em 1978 e 1979. Ortiz foi ainda, o primeiro goleiro a marcar um gol, em partida oficial, com a camisa comercialina. O tento aconteceu durante um jogo contra o XV de Jaú, válido pelo Campeonato Paulista de 1978. O gol de Ortiz foi de pênalti, aos 17 minutos do segundo tempo. O pênalti havia sido sofrido pelo lateral-direito do Bafo, Marco Antônio. O goleiro do XV era Marola. Com o gol de Ortiz, o Comercial chegou ao empate em 2 a 2, placar que acabou se mantendo até o final do jogo.
O japonês Yuji Minami foi o primeiro estrangeiro não sul-americano a vestir a camisa do Comercial. Ele também foi o primeiro jogador asiático a marcar um gol vestindo a camisa do clube, em jogo realizado no Palma Travassos, no dia 5 de outubro de 2002, na derrota do Comercial por 2–3 para o Rio Branco-SP de Americana, pelo Grupo 2 da Copa Mauro Ramos. Ele ainda marcou mais um gol pelo Comercial, no dia 26 de outubro de 2002, pelo mesma Copa Mauro Ramos, desta vez, porém, no empate do Comercial em 3–3 com a Matonense.
O argentino, Esteban Giglio, era o último estrangeiro a vestir a camisa do Comercial em uma partida oficial,, quando jogou pelo Campeonato Paulista Série A2 de 2011; já que o polaco-brasileiro Roger Guerreiro e o paraguaio Pedro Vera, contratados depois de Giglio, não chegaram a atuar em partidas oficiais pelo clube; e o camaronês Eto'o, fez apenas um jogo amistoso promocional.
O camaronês Samuel Eto'o atuou num Come-Fogo amistoso, realizado no Estádio Santa Cruz, em 22 de dezembro de 2015. Eto'o atuou 40 minutos pelo Comercial, e aos 39 minutos do primeiro tempo marcou um gol pelo Leão do Norte. O restante do jogo, Eto'o atuou pelo Botafogo, e marcou dois gols.
Mas, em 28 de janeiro de 2024, o Comercial voltou a ter um estrangeiro atuando em uma partida oficial pelo clube. O atacante paraguaio, Herrera, entrou no segundo do tempo do clássico Come-Ferro, pela 4ª rodada do Campeonato Paulista Série A2 2024, mas não marcou nenhum gol. O jogo terminou empatado, com o placar de Comercial 1x1 Ferroviária.
Em 2025, o haitiano Garrinsha Estinphile, se tornou o primeiro jogador da América Central, a vestir a camisa do Bafo.

## Jogos internacionais históricos
Seja no campo ou em quadra, o Comercial fez, ao longo de sua história, alguns jogos internacionais e históricos, segue a lista:
Jogos internacionais do Comercial FC (campo profissional)
| Data e horário     | Confronto                             | Estádio                    | Cidade                          | Tipo de jogo             |
| ------------------ | ------------------------------------- | -------------------------- | ------------------------------- | ------------------------ |
| 25/10/1922 - ?     | Comercial 1 x 1 Argentina             | Estádio da Rua Tibiriçá    | Ribeirão Preto                  | Amistoso                 |
| 01/07/1928 - ?     | Comercial 2 x 0 Peñarol Universitario | Estádio da Rua Tibiriçá    | Ribeirão Preto                  | Amistoso                 |
| 14/07/1965 - ?     | Comercial 1 x 1 Peñarol               | Palma Travassos            | Ribeirão Preto                  | Troféu Carlos Joel Nelli |
| 31/05/1966 - ?     | Comercial 2 x 4 Brasil                | Estádio José Araújo Cintra | Amparo                          | Amistoso                 |
| 30/06/2011 - 13:00 | FC Gratkorn 1 x 3 Comercial           | FC Lankowitz Stadium       | Maria Lankowitz                 | Amistoso                 |
| 02/07/2011 - 13:00 | LASK Linz 3 x 1 Comercial             | Puchenau Arena             | Puchenau                        | Amistoso                 |
| 04/07/2011 - 13:45 | FC Steaua București 2 x 2 Comercial   | Sankt Michael Stadium      | Sankt Michael in Obersteiermark | Amistoso                 |
| 06/07/2011 - 13:30 | Kapfenberger SV 1 x 3 Comercial       | FC Lankowitz Stadium       | Maria Lankowitz                 | Amistoso                 |
| 10/07/2011 - 13:30 | Anzhi Makhachkala 1 x 2 Comercial     | USC Rogner Bad Blumau      | Bad Blumau                      | Amistoso                 |

Jogos internacionais do Comercial Futsal (profissional)
| Data e horário   | Confronto                                    | Ginásio                    | Cidade         | Tipo de jogo |
| ---------------- | -------------------------------------------- | -------------------------- | -------------- | ------------ |
| 03/11/2019 - 16h | Comercial 6 x 1 Asociación de Fútbol de Cuba | Ginásio do Colégio Marista | Ribeirão Preto | Amistoso     |

## Técnicos históricos
| Nacionalidade       | Nome                   |
| ------------------- | ---------------------- |
| Brasil              | Alfredo Sampaio Filho  |
| Argentina · Uruguai | Alcides Mañay          |
| Argentina           | Armando Renganeschi    |
| Argentina           | José Guillermo Agnelli |
| Brasil              | Otto Glória            |
| Brasil              | Varlei de Carvalho     |
| Brasil              | Afrânio Riul           |
| Brasil              | Márcio Fernandes       |
| Chile               | Roberto Rojas          |
| Brasil              | Geninho                |
| Brasil              | Pinho                  |

## Uniformes
Desde que surgiu, o Comercial adotou o preto e branco como cores oficiais. Oficialmente, o uniforme número um do clube é todo branco, já o segundo uniforme contém camisa listrada em preto e branco, calções e meiões pretos.

### Fornecedores de materiais esportivos
| Fornecedora de Material | Período         | Patrocinador Máster |
| ----------------------- | --------------- | --- |
| Penalty                 | 1974–1977       | não houve |
| Adidas                  | 1978–1986       | Não houve de 1978–1983 Chap Chap Construtora (1983) Consórcio Gasplan (1983–1984) Laguna Autopeças (1985–1986) Auto Retifica Nacional (1986) |
| Topper                  | 1987–1990       | Laguna Autopeças (1987–1988) PAFIL (1989) Laguna Autopeças (1990)                                                                            |
| Kyalami                 | 1991–1995       | Auto Americano (1991–1993) Luwasa (1993) R Consórcios / Ford (1993) Basilar (1994–1995) Hidromao (1995)                                      |
| Umbro                   | 1996            | Biscoitos Mabel (1996) |
| Addit                   | 1996–1998       | Biscoitos Mabel (1996–1997) Não houve em 1998                                                                                                |
| Geração Sport           | 1998–1999       | Não houve em 1998 Kiss (1999) |
| Atem                    | 1999            | Não houve |
| Geração Sport           | 2000            | Colégio Anglo (2000) Café Jordão (2000) |
| Atem                    | 2001            | Não houve |
| Umbro                   | 2001            | Copa Coca-Cola (2001) |
| Geração Sport           | 2001–2006       | Geração Sport (2001) SIMM (2002) Pet Shop Au Au (2003) Não houve em 2004 Ourofino (2005) Labordiesel (2006)                                  |
| Uhlsport                | 2006            | Ourofino |
| Geração Sport           | 2007            | Embratel |
| Ribsilk                 | 2008–2009       | Passaredo Linhas Aéreas (2008) Coca-Cola (2009)                                                                                              |
| Geração Sport           | 2010–2012       | Noblle Créditos Tributários (2011) Noblle Créditos Tributários / UBP (2011) Embratel (2012)                                                  |
| No Stress               | 2012            | Embratel (2012) Noblle Créditos Tributários (2012)                                                                                           |
| Geração Sport           | 2013–2014       | HF Equipamentos (2013) Claro (2014) |
| Aktion                  | 2014–2015       | Lacerda Sports (2014) Noblle Precatórios (2015)                                                                                              |
| Geração Sport           | 2015            | Twiter (2015-2015) - 1 jogo |
| Uniex                   | 2016            | Dinagro |
| Geração Sport           | 2017–2020       | Cenourão Super Varejão (2017) Dinagro (2018) UNIMED / Dinagro / COAL / Sicredi / Casa Damasco / Poty (2019)                                  |
| Muraca                  | 2021–atualmente | Comercial-SP vestirá Muraca Sports em 2021 (2021)                                                                                            |

## Ranking da CBF
Atualizado em 14 de novembro de 2011.
- Posição: 95º
- Pontuação: 112 pontos

Ranking criado pela Confederação Brasileira de Futebol que pontua todos os times do Brasil.